# Wahlkreis Dresden 1 (seit 2014)
Der Wahlkreis Dresden 1 (Wahlkreis 40) ist ein Landtagswahlkreis in Sachsen.
Er ist einer von acht Dresdner Landtagswahlkreisen und umfasst den gesamten Stadtbezirk Klotzsche, vom Stadtbezirk Pieschen die Stadtteile Kaditz, Mickten und Trachau sowie den Stadtteil Dresdner Heide und die Ortschaften Langebrück, Schönborn und Weixdorf. Bei der letzten Landtagswahl (im Jahr 2019) waren 56.993 Einwohner wahlberechtigt.
Der Wahlkreis wurde zur Landtagswahl 2014 gebildet – er umfasst Gebiete, welche zuvor zum Wahlkreis Dresden 5 (Wahlkreis 47) und Wahlkreis Dresden 6 (Wahlkreis 48) gehörten. Im Jahr 2023 wurde er umgebildet: Die Anteile am Stadtbezirk Neustadt wurden an den neugebildeten Wahlkreis Dresden 2 (Wahlkreis 41) und der Stadtteil Schönfeld-Weißig an den neugebildeten Wahlkreis Dresden 3 (Wahlkreis 42) abgegeben. Die Anteile am Stadtbezirk Pieschen kamen vom Wahlkreis Dresden 7 (Wahlkreis 47) neu zum Wahlkreis Dresden 1 hinzu.

## Wahlergebnisse

### Landtagswahl 2024
Die Landtagswahl 2024 führte zu folgendem Ergebnis:
| Direktkandidat      | Partei              | Erststimmen in % | Zweitstimmen in % |
| ------------------- | ------------------- | ---------------- | ----------------- |
| Christian Hartmann  | CDU                 | 40,9             | 33,5              |
| Hans-Jürgen Zickler | AfD                 | 28,9             | 24,9              |
| Paul Senf           | Die Linke           | 6,4              | 4,0               |
| Ulrike Caspary      | GRÜNE               | 10,2             | 8,6               |
| Editha Matthes      | SPD                 | 6,9              | 9,6               |
| Andreas Mogwitz     | FDP                 | 2,2              | 1,2               |
| Theodor Benad       | Freie Wähler        | 2,5              | 1,3               |
| –                   | Die Partei          | –                | 0,7               |
| –                   | Piraten             | –                |                   |
| –                   | ÖDP                 | –                | 0,1               |
| Michael Gründler    | BüSo                | 0,6              | 0,2               |
| –                   | Tierschutz hier!    | –                | 0,9               |
| –                   | dieBasis            | –                | 0,3               |
| –                   | Bündnis C           | –                | 0,1               |
| –                   | Bündnis Deutschland | –                | 0,4               |
| –                   | BSW                 | –                | 10,4              |
| Dietmar Grahl       | Freie Sachsen       | 1,4              | 2,4               |
| –                   | V-Partei3           | –                | 0,2               |
| –                   | WU                  | –                | 0,2               |

### Landtagswahl 2019
Vorläufiges Ergebnis der Landtagswahl am 1. September 2019 im Wahlkreis 41 – Dresden 1:
(Ergebnisse in Prozent)
| Direktkandidat     | Partei               | Direktstimmen | Listenstimmen |
| ------------------ | -------------------- | ------------- | ------------- |
| Christian Hartmann | CDU                  | 28,7          | 25,0          |
| Sarah Buddeberg    | Die Linke            | 12,6          | 11,2          |
| Emiliano Chaimite  | SPD                  | 7,8           | 7,8           |
| Karin Wilke        | AfD                  | 18,8          | 17,7          |
| Valentin Lippmann  | GRÜNE                | 22,6          | 21,3          |
| –                  | NPD                  | –             | 0,3           |
| Torsten Günther    | FDP                  | 6,3           | 9,3           |
| –                  | Freie Wähler         | –             | 2,0           |
| –                  | Tierschutz           | –             | 1,0           |
| –                  | Piraten              | –             | 0,5           |
| Sören Hinze        | Die PARTEI           | 3,2           | 2,2           |
| –                  | BüSo                 | –             | 0,1           |
| –                  | ADPM                 | –             | 0,1           |
| –                  | Blaue #TeamPetry     | –             | 0,2           |
| –                  | KPD                  | –             | 0,1           |
| –                  | ÖDP                  | –             | 0,4           |
| –                  | Die Humanisten       | –             | 0,3           |
| –                  | PDV                  | –             | 0,1           |
| –                  | Gesundheitsforschung | –             | 0,3           |

| Wahlberechtigte | 56.993 |
| Wahlbeteiligung | 78,1 % |

### Landtagswahl 2014
Amtliches Endergebnis der Landtagswahl am 31. August 2014 im Wahlkreis 41 – Dresden 1:
(Ergebnisse in Prozent)
| Direktkandidat      | Partei          | Direktstimmen | Listenstimmen |
| ------------------- | --------------- | ------------- | ------------- |
| Christian Hartmann  | CDU             | 33,4          | 32,6          |
| Jayne-Ann Igel      | Die Linke       | 18,0          | 17,9          |
| Sabine Friedel      | SPD             | 14,2          | 13,1          |
| Holger Steffen Hase | FDP             | 3,1           | 4,0           |
| Valentin Lippmann   | GRÜNE           | 15,2          | 15,0          |
| Rene Despang        | NPD             | 2,2           | 2,8           |
| –                   | Tierschutz      | –             | 1,3           |
| Florian Unterburger | Piraten         | 2,2           | 2,1           |
| Bernd Brodtrück     | BüSo            | 0,4           | 0,3           |
| –                   | DSU             | –             | 0,1           |
| Stefan Strauß       | AfD             | 7,1           | 7,4           |
| –                   | pro Deutschland | –             | 0,1           |
| Jörg Wisniewsky     | Freie Wähler    | 1,8           | 1,4           |
| Robin Hohmann       | Die PARTEI      | 2,3           | 1,8           |

| Wahlberechtigte | 56.340 |
| Wahlbeteiligung | 62,2 % |